# Río Leones (Blanco)
El río Leones es un curso natural de agua que nace cerca de los glaciares alrededor del cerro Alto de Los Leones (5.400 m) en la zona cordillerana de la Región de Valparaíso, Chile. Es tributario del Río Blanco (Aconcagua) que a su vez aporta sus aguas al río Aconcagua.
No debe ser confundido con el río homónimo afluente del río Riecillos, en la misma cuenca del Aconcagua, que desemboca unos kilómetros río abajo.

## Caudal y régimen
Es un río de alimentación glacial.: 333 

## Historia
Luis Risopatrón lo describe en su Diccionario jeográfico de Chile (1924):: 774 
Leones (Río de los). Recibe las aguas de las faldas W del cordón limitaneo con la Arjentina, corre hacia el NW i se vacía en el rio Blanco del de El Juncal.